# Liste des titres musicaux numéro un aux États-Unis en 1961
Voici la  liste les titres musicaux ayant eu le plus de succès au cours de l'année 1961 aux États-Unis d'après le magazine Billboard.

## Historique
| Date         | Artiste(s)      | Titre                     | Référence |
| ------------ | --------------- | ------------------------- | --------- |
| 2 janvier    | Elvis Presley   | Are You Lonesome Tonight? |           |
| 9 janvier    | Bert Kaempfert  | Wonderland by Night       |           |
| 16 janvier   | Bert Kaempfert  | Wonderland by Night       |           |
| 23 janvier   | Bert Kaempfert  | Wonderland by Night       |           |
| 30 janvier   | The Shirelles   | Will You Love Me Tomorrow |           |
| 6 février    | The Shirelles   | Will You Love Me Tomorrow |           |
| 13 février   | Lawrence Welk   | Calcutta                  |           |
| 20 février   | Lawrence Welk   | Calcutta                  |           |
| 27 février   | Chubby Checker  | Pony Time                 |           |
| 6 mars       | Chubby Checker  | Pony Time                 |           |
| 13 mars      | Chubby Checker  | Pony Time                 |           |
| 20 mars      | Elvis Presley   | Surrender                 |           |
| 27 mars      | Elvis Presley   | Surrender                 |           |
| 3 avril      | The Marcels     | Blue Moon                 |           |
| 10 avril     | The Marcels     | Blue Moon                 |           |
| 17 avril     | The Marcels     | Blue Moon                 |           |
| 24 avril     | Del Shannon     | Runaway                   |           |
| 1er mai      | Del Shannon     | Runaway                   |           |
| 8 mai        | Del Shannon     | Runaway                   |           |
| 15 mai       | Del Shannon     | Runaway                   |           |
| 22 mai       | Ernie K-Doe     | Mother-in-Law             |           |
| 29 mai       | Ricky Nelson    | Travelin' Man             |           |
| 5 juin       | Roy Orbison     | Running Scared            |           |
| 12 juin      | Ricky Nelson    | Travelin' Man             |           |
| 19 juin      | Pat Boone       | Moody River               |           |
| 26 juin      | Gary U.S. Bonds | Quarter to Three          |           |
| 3 juillet    | Gary U.S. Bonds | Quarter to Three          |           |
| 10 juillet   | Bobby Lewis     | Tossin' and Turnin'       |           |
| 17 juillet   | Bobby Lewis     | Tossin' and Turnin'       |           |
| 24 juillet   | Bobby Lewis     | Tossin' and Turnin'       |           |
| 31 juillet   | Bobby Lewis     | Tossin' and Turnin'       |           |
| 7 août       | Bobby Lewis     | Tossin' and Turnin'       |           |
| 14 août      | Bobby Lewis     | Tossin' and Turnin'       |           |
| 21 août      | Bobby Lewis     | Tossin' and Turnin'       |           |
| 28 août      | Joe Dowell      | Wooden Heart              |           |
| 4 septembre  | The Highwaymen  | Michael                   |           |
| 11 septembre | The Highwaymen  | Michael                   |           |
| 18 septembre | Bobby Vee       | Take Good Care of My Baby |           |
| 25 septembre | Bobby Vee       | Take Good Care of My Baby |           |
| 2 octobre    | Bobby Vee       | Take Good Care of My Baby |           |
| 9 octobre    | Ray Charles     | Hit the Road Jack         |           |
| 16 octobre   | Ray Charles     | Hit the Road Jack         |           |
| 23 octobre   | Dion            | Runaround Sue             |           |
| 30 octobre   | Dion            | Runaround Sue             |           |
| 6 novembre   | Jimmy Dean      | Big Bad John              |           |
| 13 novembre  | Jimmy Dean      | Big Bad John              |           |
| 20 novembre  | Jimmy Dean      | Big Bad John              |           |
| 27 novembre  | Jimmy Dean      | Big Bad John              |           |
| 4 décembre   | Jimmy Dean      | Big Bad John              |           |
| 11 décembre  | The Marvelettes | Please Mr. Postman        |           |
| 18 décembre  | The Tokens      | The Lion Sleeps Tonight   |           |
| 25 décembre  | The Tokens      | The Lion Sleeps Tonight   |           |